# Équipe de Birmanie de football
Cet article traite de l'équipe masculine. Pour l'équipe féminine, voir Équipe de Birmanie féminine de football.
Maillots
Actualités
L'équipe de Birmanie de football est une sélection des meilleurs joueurs birmans placée sous l'égide de la Fédération de Birmanie de football.

## Sélection actuelle
Les joueurs suivants disputeront deux matchs amicaux contre Hong Kong les 21 et 24 septembre 2022.
Mis à jour le 2 juin 2024
| N°         | Nom                   | Date de naissance | Sélections (buts) | Club               |
| ---------- | --------------------- | ----------------- | ----------------- | ------------------ |
| Gardiens   |                       |                   |                   |                    |
| 12         | Kyaw Zin Phyo         | 1er février 1994  | 23 (0)            | Shan United        |
| 22         | Sann Satt Naing       | 4 septembre 1998  | 7 (0)             | Yangon United      |
| 1          | Pyae Phyo Thu         | 21 octobre 2002   | 3 (0)             | Shan United        |
|            | Zin Nyi Nyi Aung      | 6 juin 2000       | 0 (0)             | Dagon Stars United |
| Défenseurs |                       |                   |                   |                    |
| 19         | David Htan            | 13 mai 1990       | 59 (2)            | Yangon United      |
| 3          | Hein Zeyar Lin        | 8 décembre 2000   | 8 (0)             | Yangon United      |
| 4          | Lat Wai Phone         | 4 mai 2005        | 2 (0)             | Hantharwady United |
| 17         | Nanda Kyaw            | 3 septembre 1996  | 18 (0)            | Shan United        |
| 13         | Soe Moe Kyaw          | 23 mars 1999      | 16 (2)            | Phnom Penh Crown   |
| 8          | Ye Yint Aung          | 26 février 1998   | 5 (0)             | Yadanarbon         |
| 14         | Zwe Khant Min         | 20 juin 2000      | 4 (0)             | Shan United        |
|            | Hein Phyo Win         | 19 septembre 1998 | 18 (0)            | Shan United        |
|            | Kaung Htet Paing      | 27 mai 2004       | 4 (0)             | Dagon Port         |
|            | Moe Swe Aung          | 16 juin 2002      | 0 (0)             | Non Communiqué     |
|            | Nyen Chan             | 16 avril 1994     | 11 (0)            | Ranong United      |
|            | Thet Hein Soe         | 29 septembre 2001 | 8 (0)             | Shan United        |
|            | Zwe Htet Min          | 20 juin 2000      | 2 (0)             | Shan United        |
| Milieux    |                       |                   |                   |                    |
| 11         | Arkar Kyaw            | 7 février 2003    | 0 (0)             | Mahar United       |
| 6          | Khun Kyaw Zin Hein II | 15 juillet 2002   | 2 (0)             | Shan United        |
| 23         | Lwin Moe Aung         | 10 décembre 1999  | 32 (2)            | Rayong             |
| 7          | Nay Moe Naing         | 13 décembre 1997  | 7 (1)             | Ayeyawady United   |
| 18         | Wai Lin Aung          | 30 juillet 1999   | 9 (1)             | Yangon United      |
| 20         | Zaw Win Thein         | 1er mars 2003     | 6 (0)             | Yangon United      |
| -          | Hein Htet Aung        | 5 octobre 2001    | 14 (0)            | Negeri Sembilan    |
| 2          | Kyaw Min Oo           | 16 juin 1996      | 20 (1)            | PDRM               |
|            | Myat Kaung Khant      | 15 juillet 2000   | 12 (0)            | Persikabo 1973     |
|            | Oakkar Naing          | 18 novembre 2003  | 3 (0)             | Yangon United      |
|            | Yan Naing Oo          | 31 mars 1996      | 30 (1)            | Yangon United      |
| Attaquants |                       |                   |                   |                    |
| 10         | Aung Kaung Mann       | 18 février 1998   | 17 (2)            | Nakhon Ratchasima  |
| 15         | Than Paing            | 6 décembre 1996   | 26 (1)            | Chiangrai United   |
| 16         | Aung Tu               | 22 mai 1996       | 7 (0)             | Uthai Thani        |
|            | Suan Lam Mang         | 28 juillet 1994   | 30 (3)            | Pattaya United     |
|            | Win Naing Tun         | 3 mai 2000        | 20 (2)            | Borneo Samarinda   |

## Palmarès

### Classement FIFA
| Année              | 1993 | 1994 | 1995 | 1996 | 1997 | 1998 | 1999 | 2000 | 2001 | 2002 | 2003 | 2004 | 2005 | 2006 | 2007 | 2008 | 2009 | 2010 | 2011 | 2012 | 2013 | 2014 | 2015 | 2016 | 2017 | 2018 | 2019 | 2020 | 2021 | 2022 | 2023 | 2024 |
| ------------------ | ---- | ---- | ---- | ---- | ---- | ---- | ---- | ---- | ---- | ---- | ---- | ---- | ---- | ---- | ---- | ---- | ---- | ---- | ---- | ---- | ---- | ---- | ---- | ---- | ---- | ---- | ---- | ---- | ---- | ---- | ---- | ---- |
| Classement mondial | 110  | 124  | 115  | 104  | 114  | 115  | 126  | 124  | 151  | 162  | 140  | 144  | 147  | 154  | 157  | 156  | 140  | 149  | 172  | 162  | 130  | 141  | 158  | 159  | 140  | 139  | 136  | 137  | 152  | 159  | 162  | 169  |

### Parcours enCoupe du monde
| Année | Position     |      | Année        | Position |                   | Année | Position |
| 1930  | Non inscrite | 1974 | Non inscrite | 2010     | Tour préliminaire |       |          |
| 1934  | Non inscrite | 1978 | Non inscrite | 2014     | Tour préliminaire |       |          |
| 1938  | Non inscrite | 1982 | Non inscrite | 2018     | Tour préliminaire |       |          |
| 1950  | Forfait      | 1986 | Non inscrite | 2022     | Tour préliminaire |       |          |
| 1954  | Non inscrite | 1990 | Non inscrite | 2026     | Tour préliminaire |       |          |
| 1958  | Non inscrite | 1994 | Forfait      | 2030     | A venir           |       |          |
| 1962  | Non inscrite | 1998 | Non inscrite | 2034     | A venir           |       |          |
| 1966  | Non inscrite | 2002 | Forfait      |          |                   |       |          |
| 1970  | Non inscrite | 2006 | Exclu        |          |                   |       |          |

### Parcours enCoupe d'Asie
| Année | Position     |      | Année             | Position |                        | Année | Position |
| 1956  | Non inscrite | 1984 | Non inscrite      | 2011     | Non inscrite           |       |          |
| 1960  | Non inscrite | 1988 | Non inscrite      | 2015     | Tour préliminaire      |       |          |
| 1964  | Non inscrite | 1992 | Non inscrite      | 2019     | Tour préliminaire      |       |          |
| 1968  | Finaliste    | 1996 | Tour préliminaire | 2023     | Tour préliminaire      |       |          |
| 1972  | Non inscrite | 2000 | Tour préliminaire | 2027     | Éliminatoires en cours |       |          |
| 1976  | Non inscrite | 2004 | Tour préliminaire |          |                        |       |          |
| 1980  | Non inscrite | 2007 | Non inscrite      |          |                        |       |          |

## Les adversaires de la Birmanie de 1951 à aujourd'hui
| Pays                | J  | G  | N  | P  | Bp | Bc  | Diff | Premier match                        | Dernier match                 |
| ------------------- | -- | -- | -- | -- | -- | --- | ---- | ------------------------------------ | ----------------------------- |
| Afghanistan         | 1  | 1  | 0  | 0  | 2  | 1   | 1    | 25/03/2025 (2-1) à Rangoun           |                               |
| Allemagne de l'Est  | 1  | 0  | 0  | 1  | 1  | 5   | -4   | 17/12/1963 (1-5) à Rangoun           |                               |
| Bahreïn             | 5  | 1  | 0  | 4  | 6  | 13  | -7   | 09/09/1974 (4-0) à Téhéran           | 27/05/2022 (0-2) à Thanyaburi |
| Bangladesh          | 10 | 4  | 1  | 5  | 24 | 10  | 14   | 31/07/1973 (6-0) à Kuala Lumpur      | 23/03/2011 (0-2) à Rangoun    |
| Bolivie             | 1  | 0  | 0  | 1  | 0  | 3   | -3   | 13/10/2018 (0-3) à Rangoun           |                               |
| Brunei              | 8  | 7  | 0  | 1  | 28 | 5   | 23   | 29/05/1983 (1-2) à Singapour         | 16/10/2014 (3-1) à Vientiane  |
| Cambodge            | 19 | 15 | 1  | 3  | 51 | 13  | 38   | 03/09/1957 (2-0) à Kuala Lumpur      | 12/11/2018 (4-1) à Mandalay   |
| Chine               | 12 | 2  | 0  | 10 | 5  | 36  | -31  | 27/06/1957 (2-1) à Rangoun           | 16/06/2023 (0-4) à Dalian     |
| Corée du Nord       | 9  | 0  | 2  | 7  | 4  | 26  | -22  | 13/09/1974 (2-2) à Téhéran           | 11/06/2024 (1-4) à Vientiane  |
| Corée du Sud        | 26 | 8  | 8  | 10 | 17 | 32  | -15  | 07/05/1954 (2-2) à Manille           | 12/11/2015 (0-4) à Suwon      |
| Émirats arabes unis | 2  | 0  | 0  | 2  | 0  | 3   | -3   | 05/10/1994 (0-2) à Hiroshima         | 28/08/2015 (0-1) à Abu Dhabi  |
| Guam                | 1  | 1  | 0  | 0  | 5  | 0   | 5    | 02/03/2013 (5-0) à Rangoun           |                               |
| Hong Kong           | 14 | 9  | 3  | 2  | 32 | 11  | 21   | 14/08/1965 (4-2) à Kuala Lumpur      | 24/09/2022 (0-0) à Hong Kong  |
| Inde                | 19 | 9  | 3  | 7  | 39 | 25  | 14   | 01/12/1952 (0-4) à Colombo           | 22/03/2023 (0-1) à Imphāl     |
| Indonésie           | 41 | 18 | 7  | 16 | 68 | 72  | -4   | 09/03/1951 (4-1) à New Delhi         | 09/12/2024 (0-1) à Rangoun    |
| Irak                | 4  | 0  | 0  | 4  | 1  | 13  | -12  | 18/07/1977 (0-3) à Kuala Lumpur      | 22/10/2003 (1-3) à Manama     |
| Iran                | 5  | 2  | 0  | 3  | 4  | 7   | -3   | 04/03/1951 (0-2) à New Delhi         | 05/09/1974 (1-2) à Téhéran    |
| Israël              | 2  | 1  | 0  | 1  | 1  | 3   | -2   | 14/05/1968 (1-0) à Téhéran           | 10/09/1974 (0-3) à Téhéran    |
| Japon               | 11 | 1  | 2  | 8  | 7  | 36  | -29  | 15/09/1962 (3-1) à Kuala Lumpur      | 06/06/2024 (0-5) à Rangoun    |
| Kirghizistan        | 7  | 0  | 2  | 5  | 5  | 26  | -21  | 23/05/2014 (0-1) à Addu              | 25/03/2023 (1-1) à Imphāl     |
| Koweït              | 6  | 2  | 0  | 4  | 8  | 21  | -13  | 05/08/1973 (2-0) à Kuala Lumpur      | 17/11/2015 (3-0) à Bangkok    |
| Laos                | 19 | 15 | 4  | 0  | 58 | 13  | 45   | 14/12/1967 (2-0) à Bangkok           | 18/12/2024 (3-2) à Rangoun    |
| Lesotho             | 1  | 1  | 0  | 0  | 1  | 0   | 1    | 20/08/2007 (1-0) à Petaling Jaya     |                               |
| Liban               | 3  | 0  | 1  | 2  | 3  | 6   | -3   | 08/10/2015 (0-2) à Bangkok           | 19/11/2024 (2-3) à Rangoun    |
| Libye               | 1  | 1  | 0  | 0  | 3  | 1   | 2    | 28/07/1977 (3-1) à Kuala Lumpur      |                               |
| Luxembourg          | 1  | 1  | 0  | 0  | 2  | 0   | 2    | 13/05/1980 (2-0) à Medan             |                               |
| Macao               | 6  | 5  | 1  | 0  | 16 | 1   | 15   | 26/04/2009 (4-0) à Dacca             | 17/10/2023 (0-0) à Macao      |
| Malaisie            | 53 | 19 | 8  | 26 | 66 | 90  | -24  | 01/09/1957 (2-5) à Kuala Lumpur      | 21/12/2022 (0-1) à Rangoun    |
| Maldives            | 4  | 4  | 0  | 0  | 12 | 4   | 8    | 01/07/1996 (3-1) à Bangkok           | 19/05/2014 (3-2) à Malé       |
| Maroc               | 1  | 0  | 1  | 0  | 2  | 2   | 0    | 15/10/1980 (2-2) à Kuala Lumpur      |                               |
| Mongolie            | 5  | 3  | 0  | 2  | 5  | 2   | 3    | 05/04/2000 (2-0) à Séoul             | 19/11/2019 (1-0) à Mandalay   |
| Népal               | 5  | 4  | 1  | 0  | 10 | 0   | 10   | 20/11/1982 (3-0) à New Delhi         | 11/09/2023 (1-0) à Rangoun    |
| Nouvelle-Zélande    | 3  | 0  | 2  | 1  | 2  | 4   | -2   | 13/09/1976 (0-2) à Séoul             | 07/09/2015 (1-1) à Rangoun    |
| Oman                | 3  | 0  | 0  | 3  | 0  | 7   | -7   | 23/07/2011 (0-2) à Mascate           | 14/11/2016 (0-3) à Rangoun    |
| Pakistan            | 9  | 4  | 2  | 3  | 14 | 10  | 4    | 01/12/1952 (0-1) à Colombo           | 10/06/2025 (1-0) à Rangoun    |
| Palestine           | 3  | 1  | 0  | 2  | 5  | 6   | -1   | 25/03/2011 (1-3) à Rangoun           | 03/09/2014 (4-1) à Manille    |
| Philippines         | 17 | 9  | 5  | 3  | 37 | 16  | 21   | 10/08/1971 (2-0) à Kuala Lumpur      | 12/12/2024 (1-1) à Manille    |
| Qatar               | 1  | 0  | 1  | 0  | 2  | 2   | 0    | 03/10/1994 (2-2) à Hiroshima         |                               |
| Singapour           | 43 | 15 | 7  | 21 | 87 | 75  | 12   | 01/05/1954 (1-1) à Manille           | 14/11/2024 (2-3) à Singapour  |
| Sri Lanka           | 9  | 6  | 1  | 2  | 20 | 10  | 10   | 01/12/1953 (3-2) à Rangoun           | 13/10/2024 (0-0) à Rangoun    |
| Sud-Vietnam         | 13 | 10 | 1  | 2  | 24 | 12  | 12   | 14/12/1959 (0-3) à Bangkok           | 07/09/1973 (2-1) à Singapour  |
| Syrie               | 2  | 0  | 1  | 1  | 1  | 8   | -7   | 21/03/2024 (1-1) à Rangoun           | 26/03/2024 (0-7) à Dammam     |
| Tadjikistan         | 5  | 1  | 0  | 4  | 4  | 15  | -11  | 20/02/2010 (0-3) à Colombo           | 08/06/2022 (0-4) à Bichkek    |
| Taipei chinois      | 7  | 1  | 4  | 2  | 9  | 10  | -1   | 30/08/1964 (2-4) à Kuala Lumpur      | 19/03/2019 (0-0) à Mandalay   |
| Thaïlande           | 51 | 15 | 14 | 22 | 70 | 101 | -31  | 05/09/1957 (5-2) à Kuala Lumpur      | 11/12/2022 (0-6) à Bangkok    |
| Timor oriental      | 4  | 3  | 1  | 0  | 7  | 2   | 5    | 16/12/2004 (3-1) à Kuala Lumpur      | 08/12/2021 (2-0) à Singapour  |
| Turkménistan        | 1  | 0  | 0  | 1  | 1  | 2   | -1   | 03/10/2008 (1-2) à Hô Chi Minh-Ville |                               |
| Vietnam             | 13 | 1  | 2  | 10 | 10 | 43  | -33  | 14/12/1995 (1-2) à Chiangmai         | 21/12/2024 (0-5) à Việt Trì   |

## Chronologie des sélectionneurs
- 1964-1979 :  /  U Sein Hlaing
- 1965-1967 :  German Zonin
- juil. 1972-juin 1974 :  Bert Trautmann
- juil. 1974-juin 1993 : "inconnu"
- juil. 1993-juin 1996 :  Ger Block
- 1996-1997 :  Ratomir Dujković
- 1997- juin 1999 : "inconnu"
- juil. 1999-juin 2003 :  David Booth
- juin 2003-nov. 2004 : "inconnu"
- nov. 2004-2005 :  Ivan Venkov Kolev
- jan. 2006-déc. 2007 :  Sann Win
- jan. 2007- oct. 2009 :  Marcos Falopa
- jan. 2009-fév. 2010 :  Drago Mamić
- fév. 2010-déc. 2010 :  Tim Myint Aung
- jan. 2011-juin 2011 :  Milan Živadinović
- juil. 2011 :  Sann Win (intérim)
- juil. 2011-déc. 2013 :  Park Sung-hwa
- fév. 2014-sep. 2015 :  Radojko Avramović
- oct. 2015-mars 2018 :  Gerd Zeise
- mai 2018-déc. 2018 :  Antoine Hey
- avr. 2019-oct. 2019 :  Miodrag Radulovic
- oct. 2019-jan. 2023 :  Antoine Hey
- mars 2023-sept. 2024 :  Michael Feichtenbeiner
- depuis sept. 2024 :  Myo Hlaing Win[3]